# Нептунат(VI) рубидия
Нептунат(VI) рубидия — неорганическое соединение,
комплексный оксид нептуния и рубидия
с формулой Rb2NpO4,
кристаллы.

## Физические свойства
Нептунат(VI) рубидия образует кристаллы
ромбической сингонии, пространственная группа I 4/mmm, параметры ячейки a = 0,4325 нм, c = 1,385 нм, Z = 2.